# Огонь в крови
«Огонь в крови» (исп.  Fuego en la sangre) — мексиканская теленовелла, вышедшая
на экраны 21 января 2008 года. Это ремейк колумбийской теленовеллы «Тихие воды» (Las Aguas Mansas) (1994). Продюсер: Сальвадор Мехиа Алехандре.

## Сюжет
Перед могилой Либии Рейес её три брата клянутся мстить за её смерть. Переполненные злобой, Хуан, Оскар и Франко направляются к имению Бернардо Элисондо, который соблазнил и погубил их сестру. Бернардо действительно любил Либию и думал разводиться со своей женой — деспотичной и жестокой Габриэлой, однако, умирает в результате несчастного случая. Имение остаётся в руках Габриэлы и её зятя Фернандо. Когда братья Рейес прибывают в имение, то с помощью Эвы получают работу каменщиков и плотников. Ослеплённые своей ненавистью против всей семьи Элисондо, Рейес принимают решение соблазнять трёх дочерей Бернардо и Габриэлы, а потом бросить их, чтобы они на себе ощутили ту боль, которую перенесла Либия перед тем, как умереть. Хуан соблазнит Софию, Оскар — Химену и Франко — Сариту. Со временем они понимают, что им будет нелегко выполнять клятву. Три сестры подчинены тирании матери, которая не уважает их свободу и индивидуальность.
Хуан открывает, что София — чувствительная и милосердная женщина, терзаемая из-за того, что была изнасилована и что она несчастлива в браке с Фернандо, человеком, кого она не любит. Хуан действительно влюбляется в неё и способствует тому, чтобы София в первый раз смогла быть с мужчиной, не чувствуя страха и отвращения, которые поселились в ней после первого ужасного опыта. Любовь Софии и Хуана будет подвергаться испытаниям не только из-за клятвы, данной Хуаном или присутствием Фернандо, а также из за появления Рут Урибе, которой понравится Хуан и она будет стараться завоёвывать его, во что бы то ни стало.
Оскар найдёт в Химене женщину, о которой всегда мечтал. Она современная и раскованная, девушка с желанием взять от жизни все. Их связь будет полна чувственностью и плутовством. Они не смогут избежать любви, что будет терзать Оскара потому, что он должен будет делать выбор между любовью и местью.
Франко и Сарита откроют, что родственные души. Оба чувствительные, любители чтения и бесхитростные; вместе они переживут роман очень нежный и полный непредвиденных обстоятельств, но Франко будет нерешительным. Перед тем, как узнать Сариту, он уже влюбился в Росарио Монтес, певицу, которая работает в баре. Но Росарио отталкивает его из — за угроз Фернандо, который поклялся убить всякого, кто приблизится к ней. Франко находится на распутье: любить Росарио и выполнять свою клятву, или порвать с ней, забыть о мести и любить Сариту.

## В ролях
- Адела Норьега — София Элисондо Асеведо де Роблес-Рейес, старшая сестра,29 лет(замужем, но влюблена в Хуана)
- Эдуардо Яньес — Хуан Роблес-Рейес, старший брат, 35 лет (влюблён в Софию)
- Диана Брачо — Габриэла Асеведо Элисондо-Эскандон, злодейка, 51 год
- Гильермо Гарсиа Канту — Фернандо Эскандон, злодей, 36 лет
- Хорхе Салинас — Оскар Роблес-Рейес, средний брат, 31 год (влюблён в Химену)
- Элисабет Альварес — Химена Элисондо, младшая сестра, 22 года (влюблена в Оскара)
- Пабло Монтеро — Франко Рейес, младший брат, 26 лет (влюблён в Росарио)
- Нора Салинас — Сарита Элисондо, средняя сестра, 25 лет (влюблена во Франко)
- Мария Сорте — Эва Родригес, экономка в доме, 54 года
- Нинель Конде — Росарио, певица, 29 лет
- Рене Касадос — падре Тадео
- Серхио Акоста — Армандо Наварро, наёмник Фернандо, 35 лет
- Шерлин — Ливия Рейес, младшая сестра братьев Рейесов, 20 лет (погибла)
- Карлос Брачо — Бернардо Элисондо, отец сестёр, 57 лет
- Хоакин Кордеро - Дон Агустин Асеведо
- Аурора Клавель - Офелия
- Радамес де Хесус - Эладио
- Луис Фернандо Пенья - Ригоберто
- Патрисия Рейес Спиндола - Кинтана
- Марио Аррелано - Паблито
- Исаура Эспиноса - Ортенсия
- Габриэла Рамирес - Эухения
- Луис Рейносо - Росендо
- Антонио Велья - Койот
- София Вергара - Леонора
- Эдуардо Капетильо - Педро Рейес
- Кристиан де ла Фуэнте - Дамиан
- Хулисса - Ракель
- Родриго Мехиа - Бенито Урибе
- Давид Ренкорет - доктор Гомес
- Сусана Сабалета - Руш
- Алехандро Арагон - Октавио
- Хуан Карлос Бонет - Бруно Ферраньо
- Эльса Карденас - мать Супериора
- Хильберто де Анда - Рикардо Урибе
- Роберто Вандер - доктор Хильберто Кастаньеда
- Серхио Рейносо - Алехандро Рейес
- Карлос Кардан - Аполинар
- Висенте Фернандес-мл - Висенте Роблес
- Хуан Карлос Флорес - Тобиас
- Нюрка Маркос - Маракуйя
- Адальберто Парра - Доктор Брухо
- Омар Айяла - Чальо
- Роберто д'Амико - Обиспо
- Хосе Антонио Ферраль - Сауль
- Рената Флорес - Петра Санчес
- Ребека Манрикес - Мария Каридад
- Антонио Медельин - Абуэло Фабио
- Альма Муриэль - Соледад
- Сильвия Пиналь - Сантита
- Нора Веласкес - Мария Эсперанса
- Шерлин - Либия Рейес
- Карлос Брачо - Бернардо
- Эрнесто Лагвардия - Хуан Хосе Роблес
- Лурдес Мунгиа
- Бобби Пулидо - Камео
- Тельма Дорантес
- Рикардо Кляйнбаум - профессор Фернандо 77
- Мануэль Ландета - Ансельмо Крус
- Серхио Майер - Роман
- Пьетро Ваннуччи - Гонсало
- Виктор Луис Суньига - Хулиансито
- Николас Кринис - Панчо
- Бланка Санчес - сеньора Асеведо

## Награды и премии
Телесериал был 16 раз номинирован на премии TVyNovelas, Bravo, Fama, Oye и Resumen Anual de Televisa, из которых победу одержали 9 из них.